# Vincenzo Vannutelli
Vincenzo Vannutelli (ur. 5 grudnia 1836 w Genazzano, zm. 9 lipca 1930 w Rzymie) − włoski kardynał. Brat kardynała Serafino Vannutelli.

## Życiorys
Święcenia kapłańskie przyjął w grudniu 1860. 3 lata później przeszedł do służby w papieskiej dyplomacji (był m.in. audytorem nuncjatury w Belgii). W 1880 został mianowany tytularnym arcybiskupem Sardes, wizytatorem apostolskim w Konstantynopolu i apostolskim administratorem łacińskiego patriarchatu konstantynopolitańskiego. Jego głównym zadaniem w Turcji było rozwiązanie kwestii ormiańskiej schizmy. Był reprezentantem papieskim na koronacji cara Aleksandra III. W latach 1883–90 był nuncjuszem apostolskim w Portugalii.
30 grudnia 1889 papież Leon XIII kreował go kardynałem in pectore, udzielając mu dyspensy z racji obecności w Św. Kolegium jego brata Serafino Vannutelli; nominację ogłoszono w czerwcu 1890. Rok później otrzymał tytuł prezbitera San Silvestro in Capite i został oficjalnie notyfikowany jako kardynał-protektor królestwa Portugalii przy Stolicy Apostolskiej. Archiprezbiter Bazyliki Santa Maria Maggiore od 1896, w tej roli uczestniczył w obchodach roku jubileuszowego 1900 i 1925. Biskup Palestriny od 1900 roku. Wielokrotnie był legatem papieskim na kongresy eucharystyczne w różnych krajach. Przewodniczył także pracom Św. Kongregacji Kościelnych Immunitetów (1902), Św. Kongregacji Soboru Trydenckiego (1902-1908), Najwyższego Trybunału Sygnatury Apostolskiej (1908-1914) oraz Datarii Apostolskiej (1914-1930). Uczestniczył w konklawe 1903 i konklawe 1914. Członek papieskiej komisji ds. kodyfikacji prawa kanonicznego (1904-1917). Dziekan Kolegium Kardynalskiego Prefekt Św. Kongregacji ds. Ceremonii oraz biskup suburbikarnej diecezji Ostia (obok już posiadanej diecezji Palestrina) po śmierci brata w 1915 roku. Przewodniczył konklawe 1922.
Zmarł w wieku 93 lat, będąc wówczas najstarszym członkiem Kolegium Kardynalskiego i ostatnim kardynałem wyniesionym do tej godności w XIX wieku, a także najstarszym żyjącym biskupem katolickim (od śmierci w październiku 1928 r. irlandzkiego biskupa Abrahama Brownrigga).
W 1925 odznaczony Orderem Orła Białego.